# Anthurium emarginatum
Anthurium emarginatum là một loài thực vật có hoa trong họ Ráy (Araceae). Loài này được Baker mô tả khoa học đầu tiên năm 1871.